# Marco Dapper
Pour les articles homonymes, voir Dapper.
 (avril 2016).
Si vous disposez d'ouvrages ou d'articles de référence ou si vous connaissez des sites web de qualité traitant du thème abordé ici, merci de compléter l'article en donnant les références utiles à sa vérifiabilité et en les liant à la section « Notes et références ».
Marco Dominic Dapper est acteur américain né le 9 juillet 1983  à Hayward, États-Unis

## Filmographie

### Cinéma
- 2006 : Eating Out 2: Sloppy Seconds de Phillip J. Bartell : Troy
- 2011 : I Choose Chaos  de Kevin Lane : Billy
- 2013 : Nowhere Else de Danial Donai : Randy

### Télévision

#### Séries télévisées
- 2007 : Veronica Mars (saison 3, épisode 10) : Un garçon sexy
- 2007 : Dirty Sexy Money (saison 1, épisodes 4 et 5) : Ryan Casdale
- 2009 : 90210 Beverly Hills : Nouvelle Génération (saison 1, épisode 17) : Milo
- 2010 : Trauma (saison 1, épisode 15) : Asher
- 2011 : Private Practice (saison 5, épisode 1) : Un garçon sexy
- 2012–2014 : Les Feux de l'amour (The Young and the Restless) : Carmine Basco
- 2012 : The Client List (saison 1, épisode 1) : Wade
- 2013 : Mistresses (saison 1, épisode 13) : Brandon
- 2013 : The Stafford Project (en) (saison 1, épisode 10) : Marco
- 2014 : Esprits criminels (saison 10, épisode 9) : Greg
- 2014 : Stalker (saison 1, épisode 11) : Richard
- 2015 : Dig (saison 1, épisode 3) : Un garde du corps
- 2016 : Hit the Floor (saison 3, épisode 9) : Un infirmier

#### Téléfilms
- 2017 : Les 10 règles d'or d'une parfaite mariée (Bridal Boot Camp) : Jordan
- 2020 : Le secret de mes 16 ans (The Party Planner) de Jake Helgren : Jason Anderson